# Persone di nome Stefano/Politici
| Questa pagina contiene informazioni ricavate automaticamente dalle voci biografiche con l'ausilio del template Bio e di un bot. L'aggiornamento è periodico e automatico e ricostruisce completamente la pagina. Se manca una persona in questa lista, sei pregato di non aggiungerla, ma accertati piuttosto che la sua voce biografica contenga il template Bio e che i dati anagrafici siano correttamente compilati. Se il template Bio manca, inseriscilo tu stesso o, in alternativa, metti l'avviso {{tmp\|Bio}} che ne segnala la mancanza. Se i dati riportati sono sbagliati, correggi direttamente la voce biografica; le modifiche saranno visibili in questa lista entro pochi giorni. Per chiarimenti vedi il progetto antroponimi. La lista contiene solo le 78 persone che sono citate nell'enciclopedia e per le quali è stato implementato correttamente il template Bio. Pagina aggiornata al 22 gen 2025. |

Questa è una lista di persone presenti nell'enciclopedia che hanno il nome Stefano e sono politici.

## A(4)
- Stefano Aimone Prina, politico italiano (Biella, n. 1960)
- Stefano Allasia, politico italiano (Torino, n. 1974)
- Stefano Apuzzo, politico, giornalista e scrittore italiano (Napoli, n. 1966)
- Stefano Arnaquinti, politico italiano (Bergamo, n. 1976)

## B(13)
- Stefano Baccelli, politico italiano (Lucca, n. 1965)
- Stefano Bandecchi, politico, imprenditore e dirigente sportivo italiano (Livorno, n. 1961)
- Stefano Benigni, politico italiano (Alzano Lombardo, n. 1987)
- Stefano Benvenuti Gostoli, politico italiano (Ancona, n. 1976)
- Stefano Berni, politico italiano (Moglia, n. 1955)
- Stefano Bertacco, politico italiano (Verona, n. 1962 - Verona, † 2020)
- Stefano Boco, politico italiano (Colle di Val d'Elsa, n. 1956)
- Stefano Bonaccini, politico italiano (Campogalliano, n. 1967)
- Stefano Borghesi, politico italiano (Brescia, n. 1977)
- Stefano Bottini, politico italiano (Bergamo, n. 1956)
- Stefano Braggio, politico italiano (Acqui, n. 1795 - Torino, † 1868)
- Stefano Bruni, politico italiano (Como, n. 1961)
- Stefano Buffagni, politico italiano (Milano, n. 1983)

## C(10)
- Stefano Caldoro, politico italiano (Campobasso, n. 1960)
- Stefano Candiani, politico italiano (Busto Arsizio, n. 1971)
- Stefano Canti, politico sammarinese (San Marino, n. 1975)
- Stefano Cavaliere, politico italiano (Sant'Agata di Puglia, n. 1920 - Francavilla al Mare, † 2001)
- Stefano Cavazzoni, politico italiano (Guastalla, n. 1881 - Milano, † 1951)
- Stefano Cavedagna, politico italiano (Bologna, n. 1989)
- Stefano Ceratti, politico italiano (Caraffa del Bianco, n. 1937 - Bianco, † 1992)
- Stefano Collina, politico italiano (Faenza, n. 1966)
- Stefano Corti, politico italiano (Carpi, n. 1975)
- Nuccio Cusumano, politico italiano (Sciacca, n. 1948)

## D(3)
- Stefano De Lillo, politico italiano (Roma, n. 1962)
- Stefano Delle Chiaie, politico italiano (Caserta, n. 1936 - Roma, † 2019)
- Stefano De Luca, politico italiano (Paceco, n. 1942)

## E(1)
- Stefano Esposito, politico italiano (Moncalieri, n. 1969)

## F(2)
- Stefano Fer, politico italiano (Pinerolo, n. 1818 - † 1904)
- Stefano Franscini, politico e pedagogista svizzero (Bodio, n. 1796 - Berna, † 1857)

## G(4)
- Stefano Gaggioli, politico italiano (Roma, n. 1954)
- Stefano Gentili, politico italiano (Pitigliano, n. 1957 - † 2023)
- Stefano Germanò, politico italiano (Castroreale, n. 1917 - † 1999)
- Stefano Graziano, politico italiano (Aversa, n. 1971)

## J(2)
- Stefano Jacini, politico e economista italiano (Casalbuttano ed Uniti, n. 1826 - Milano, † 1891)
- Stefano Jacini, politico e storico italiano (Milano, n. 1886 - Milano, † 1952)

## L(7)
- Stefano Carlo Lausetti, politico italiano (Savigliano, n. 1841 - Savigliano, † 1898)
- Stefano Lavagetto, politico italiano (Parma, n. 1935 - Parma, † 2005)
- Stefano Lenoci, politico italiano (Sannicandro di Bari, n. 1897 - † 1977)
- Stefano Lepri, politico italiano (Firenze, n. 1961)
- Stefano Lo Russo, politico e geologo italiano (Torino, n. 1975)
- Stefano Losurdo, politico e avvocato italiano (Altamura, n. 1940 - Pavia, † 2013)
- Stefano Lucidi, politico italiano (Spoleto, n. 1969)

## M(6)
- Stefano Macina, politico sammarinese (Città di San Marino, n. 1956)
- Stefano Maullu, politico italiano (Milano, n. 1962)
- Stefano Menicacci, politico e avvocato italiano (Foligno, n. 1931 - Roma, † 2023)
- Stefano Moretti, politico italiano (San Gemini, n. 1952)
- Stefano Morselli, politico italiano (Bologna, n. 1954)
- Stefano Mugnai, politico italiano (Firenze, n. 1969)

## P(8)
- Stefano Palmieri, politico sammarinese (Serravalle, n. 1964)
- Stefano Pareti, politico italiano (Piacenza, n. 1943)
- Stefano Patuanelli, politico italiano (Trieste, n. 1974)
- Stefano Pedica, politico italiano (Roma, n. 1957)
- Stefano Perrier, politico italiano (Tenda, n. 1884 - Demonte, † 1956)
- Stefano Nicolò Petris, politico italiano (Cherso, n. 1943 - Venezia, † 2022)
- Nino Pisoni, politico italiano (Nerviano, n. 1927 - Parabiago, † 2002)
- Stefano Porcari, politico e umanista italiano (Roma - Roma, † 1453)

## Q(1)
- Stefano Quaranta, politico italiano (Milano, n. 1971)

## R(3)
- Stefano Riccio, politico italiano (Marigliano, n. 1907 - Roma, † 2004)
- Stefano Rossattini, politico italiano (Sondrio, n. 1943)
- Stefano Roverizio, politico italiano (Sanremo, n. 1809 - Sanremo, † 1890)

## S(8)
- Stefano Saglia, politico italiano (Milano, n. 1971)
- Stefano Salvemini, politico italiano (Brindisi, n. 1928 - Lecce, † 2003)
- Stefano Sanvitale, politico e filantropo italiano (Parma, n. 1764 - Parma, † 1838)
- Stefano Semenzato, politico italiano (Motta di Livenza, n. 1946)
- Stefano Servadei, politico italiano (Forlì, n. 1923 - Forlì, † 2016)
- Stefano Sgorbini, politico italiano (Arcola, n. 1952)
- Stefano Stefani, politico e imprenditore italiano (Vicenza, n. 1938 - Costabissara, † 2024)
- Stefano il Normanno, politico italiano

## V(4)
- Stefano Vaccari, politico italiano (Modena, n. 1967)
- Stefano Vetrano, politico e sindacalista italiano (Baiano, n. 1923 - Avellino, † 2018)
- Stefano Vignaroli, politico italiano (Roma, n. 1976)
- Stefano Vitali, politico italiano (Rimini, n. 1967)

## Z(2)
- Stefano Zappalà, politico italiano (Aci Bonaccorsi, n. 1941 - Latina, † 2018)
- Stefano Zara, politico italiano (Genova, n. 1937)